# Reise an den Anfang der Welt
Reise an den Anfang der Welt (portugiesischer Originaltitel "Viagem ao Princípio do Mundo") ist ein Film aus dem Jahr 1997, vom portugiesischen Regisseur Manoel de Oliveira. Es war der letzte Film des 1996 verstorbenen Schauspielers Marcello Mastroianni.

## Handlung
Ein alternder Regisseur kehrt nach Portugal zurück, um im Norden des Landes die Spuren seiner Herkunft zu suchen. Begleitet von einem portugiesischstämmigen und zwei weiteren Schauspielern, fahren sie im Auto die Stationen seiner Kindheit ab, und haben dabei immer wieder Gelegenheit zu Gesprächen, etwa über Vergänglichkeit, Weisheit oder Schicksal.

## Rezeption
Der betont einfach gehaltene, poetische Film über einen alternder Regisseur aus dem Norden Portugals trägt starke autobiographische Züge Oliveiras, der als Fahrer in einer Nebenrolle selbst mitwirkt. Der Film beeindruckt durch seine gelungene Fotografie und die ruhige Erzählweise, aber auch durch die überzeugenden schauspielerischen Leistungen. Hier wiederum ist Mastroianni hervorzuheben: im Bewusstsein seiner fortgeschrittenen Krankheit, nahm er die Rolle als seine letzte an, und spielte sie leicht und gefühlvoll.
Der Film gewann verschiedene Preise, darunter den Globo de Ouro und zwei FIPRESCI-Preise, u. a. beim Filmfestival Cannes.
„Reise an den Anfang der Welt“ war der portugiesische Kandidat für den besten fremdsprachigen Film zur Oscarverleihung 1998, gelangte bei der folgenden 70. Oscarverleihung jedoch nicht zur Nominierung.